# (6005) 1989 BD
(6005) 1989 BD es un asteroide perteneciente al cinturón de asteroides, región del sistema solar que se encuentra entre las órbitas de Marte y Júpiter, descubierto el 29 de enero de 1989 por Seiji Ueda y el astrónomo Hiroshi Kaneda desde el Kushiro Marsh Observatory, Hokkaido, Japón.

## Designación y nombre
Designado provisionalmente como 1989 BD. 

## Características orbitales
1989 BD está situado a una distancia media del Sol de 2,699 ua, pudiendo alejarse hasta 3,109 ua y acercarse hasta 2,289 ua. Su excentricidad es 0,151 y la inclinación orbital 7,638 grados. Emplea 1619,93 días en completar una órbita alrededor del Sol.

## Características físicas
La magnitud absoluta de 1989 BD es 13,1. Tiene 9,179 km de diámetro y su albedo se estima en 0,145. Está asignado al tipo espectral C según la clasificación SMASSII.